# Brendon Hartley
Brendon Hartley, novozelandski dirkač, * 10. november 1989, Palmerston North, Nova Zelandija.
Hartley je od leta 2012 nastopal v Svetovnem vzdržljivostnem prvenstvu, v okviru katerega je v absolutni konkurenci dirke za 24 ur Le Mansa osvojil zmago leta 2017 in drugo mesto leta 2015 s Porschejem. V sezoni 2017 je debitiral v Formuli 1 z moštvom Toro Rosso, za katerega je nastopil na zadnjih štirih dirkah sezone.

## Rezultati Formule 1
(legenda) (odebeljene dirke pomenijo najboljši štartni položaj, poševne pa najhitrejši krog, †-uvrščen kljub odstopu)
| Leto | Moštvo                    | Šasija           | Motor                 | 1      | 2      | 3       | 4      | 5      | 6       | 7       | 8      | 9       | 10     | 11     | 12     | 13     | 14      | 15     | 16      | 17     | 18      | 19      | 20     | 21     | Prv | Toč |
| ---- | ------------------------- | ---------------- | --------------------- | ------ | ------ | ------- | ------ | ------ | ------- | ------- | ------ | ------- | ------ | ------ | ------ | ------ | ------- | ------ | ------- | ------ | ------- | ------- | ------ | ------ | --- | --- |
| 2017 | Scuderia Toro Rosso       | Toro Rosso STR12 | Toro Rosso 1.6 V6 t   | AVS    | KIT    | BAH     | RUS    | ŠPA    | MON     | KAN     | AZE    | AVT     | VB     | MAD    | BEL    | ITA    | SIN     | MAL    | JAP     | ZDA 13 | MEH Ret | BRA Ret | ABU 15 |        | 23. | 0   |
| 2018 | Red Bull Toro Rosso Honda | Toro Rosso STR13 | Honda RA618H 1.6 V6 t | AVS 15 | BAH 17 | KIT 20† | AZE 10 | ŠPA 12 | MON 19† | KAN Ret | FRA 14 | AVT Ret | VB Ret | NEM 10 | MAD 11 | BEL 14 | ITA Ret | SIN 17 | RUS Ret | JAP 13 | ZDA 9   | MEH 14  | BRA 11 | ABU 12 | 19. | 4   |